# Gouden Uren
Gouden Uren is een Nederlands radioprogramma op NPO Sterren NL. Tot 19 december 2014 was het programma elke werkdag te beluisteren via NPO Radio 2. Op NPO Radio 2 werd er uitgezonden van 09:00 uur tot 12:00 uur. De vaste vervangers van Gouden Uren op NPO Radio 2 waren Edwin Diergaarde en Corné Klijn.
In het programma werden veel klassiekers in de popmuziek gedraaid, afgewisseld met hedendaagse muziek en Mega Top 30-hits. Er werd daarbij ook aandacht besteed aan muziek van Nederlandse bodem. Verder mocht rond half elf een luisteraar zijn of haar top 3 van favoriete nummers laten horen.
Gouden Uren was oorspronkelijk vanaf donderdag 25 juni 1987 tussen 09:00 en 11:00 uur te beluisteren op de TROS donderdag op Radio 3 en vanaf 2 juli 1987 tussen 9:00 en 12:00 uur. Vanaf 1 februari 1988 was Gouden Uren ook op Radio 2 te beluisteren met ook hier als dj Ferry Maat. De bedenker en eerste presentator van het programma was Ad Roland die het programma vanaf de start op Radio 3 presenteerde. Nog in hetzelfde jaar, op 8 oktober 1987, nam Ferry Maat de presentatie over. Per donderdag 7 april 1988 nam de van Veronica naar de TROS overgestapte dj Peter Teekamp de presentatie en samenstelling van het populaire Radio 3-programma over en groeide het uit tot een van de best beluisterde programma's van de Nederlandse radio. Bij Veronica Radio 3 presenteerde Teekamp Goud van Oud. Teekamp zou het programma nog tot maart 1993 op Radio 2 en 3 presenteren, waarna Daniël Dekker op Radio 3 de presentatie tot eind augustus 1995 overnam. Van 2 september 1995 tot december 1995 was Ilse de Graaf de presentator op de zinderende zaterdag op vanaf dan Radio 3FM. Op 2 december 1995 werd Daniël Dekker weer de presentator op Radio 3FM en vanaf zaterdag 10 oktober 1998 was Edwin Diergaarde de laatste presentator op NPO 3FM, tot en met zaterdag 4 oktober 2003, toen de laatste Gouden Uren op de nationale publieke popzender werd uitgezonden.
Op Radio 2 was Daniël Dekker van 14 maart 1993 tot december 1994 de presentator. Vanaf 2 januari 1995 was Karel van Cooten de nieuwe presentator, totdat op 7 september 1998 Daniël Dekker wederom de presentator werd en dat tot het laatst op NPO Radio 2 zou blijven.
Op 4 november 2014 maakte AVROTROS bekend dat het programma per vrijdag 19 december 2014 zou stoppen op NPO Radio 2. Als opvolger is op maandag 5 januari 2015 dj Bart Arens met Aan De Slag! gestart.
In januari 2015 maakte  AVROTROS bekend dat het programma vanaf 19 januari 2015 zou terugkeren via het digitale radiokanaal Sterren.nl. Ook inhoudelijk waren er veranderingen, maar Daniël Dekker bleef grotendeels de presentatie verzorgen (samen met Monique Smit).

## Presentatoren
- Ad Roland (1987), Radio 3
- Ferry Maat (1987-1988), Radio 3 en Radio 2
- Peter Teekamp (1988-1993), Radio 3 en Radio 2
- Karel van Cooten (1995-1998), Radio 2
- Ilse de Graaf (1995), Radio 3
- Daniël Dekker (1993-1995/1995-1998 op Radio 3/3FM, 1993-1995/1998-2014 op Radio 2 en 2015-2019 op NPO Sterren NL)
- Monique Smit (2015-2017), NPO Sterren NL
- Edwin Diergaarde (1998-2003), 3FM
- Emilie Sleven (2020), NPO Sterren NL
- Corné Klijn (2021-heden), NPO Sterren NL

## Trivia
- De vaste herkenningsmelodie van het programma was "Bongo Rock" van de Incredible Bongo Band.